# Yakirra majuscula
Yakirra majuscula är en gräsart som först beskrevs av Ferdinand von Mueller och George Bentham, och fick sitt nu gällande namn av Michael Lazarides och Robert D. Webster. Yakirra majuscula ingår i släktet Yakirra och familjen gräs. Inga underarter finns listade i Catalogue of Life.